# Sporobolus nervosus
Sporobolus nervosus là một loài thực vật có hoa trong họ Hòa thảo. Loài này được Hochst. miêu tả khoa học đầu tiên năm 1855.